# Karácsonyi cárok
A karácsonyi cárok a belorusz Szemezsevo falu hagyományos kosztümös karácsonyi játéka, amelyben a falu lakosságának nagy része (~500 fő) részt vesz. Ezt a pogány eredetű játékot a régi julián naptár szerinti újévkor, január 13-án rendezik. A népi játékot az UNESCO 2009-ben felvette a világ szellemi kulturális örökségének listájára.

## A népi játék története
A résztvevők közül 7-en játsszák a karácsonyi cárokat. További fontos komikus szereplő a gyed (öregember) és a babuska (öregasszony), akiket egy fiatal leány, illetve egy fiatal fiú személyesít meg. A népi játék alapját a 19. században Oroszország-szerte Maximilian cár címen ismert történelmi-vallási színmű képezi. A játékban a cárok és kíséretük komikus jeleneteket előadva és adományokat gyűjtve felkeresik a falu össze hajadonjának a házát. Az ünneplés fáklyák mellett késő éjszakáig tart. Az idősebb lakosság körében nagyon kedvelt esemény a fiatalok között kezdi elveszteni népszerűségét, ezért nagy jelentőségű a népi játékhoz tartozó kosztümök, eszközök, külső és belső dekorációs elemek, valamint az eseményhez kapcsolódó ételek elkészítésének hagyományos módjának megőrzése és átadása a jövő generációnak. A népi játékot a 17. század végétől 1960-ig hagyományosan minden évben megrendezték. 1960 és 1980 között csak rapszodikusan. 1980-ban fiatalok egy csoportja a hagyományt még ismerő idősebb lakosokkal összefogva élesztette fel a faluban a hagyományt.
Kultúrtörténészek szerint a karácsonyi cárok története egy 17. századi iskoladrámára vezethető vissza. Maximilian cár a pogányság megrögzött képviselője, míg a fia, Adolf egy hívő keresztény. Később a történet kibővült különböző történelmi események visszatükröződéseivel, mint például Mamai, a tatár generális elleni harccal vagy a mindennapi életre való utalásokkal. A cárokon, a gyeden és a babuskán kívül a szereplők közt van doktor, zenészek, dobos stb. A gyedet férfi ruhába öltözött fiatal leány személyesíti meg, míg a babuskát egy női ruhába öltöztetett fiatal fiú.